# Менструація в ісламі
Хайд (араб. حَيْض‎) — термін, що означає менструацію в ісламі. Хайд — це кров, що виділяється з утроби статевозрілої жінки, вік якої зазвичай не перевищує 50 років. Також словом хайд називають жінку, у якої менструація. Під час менструації в ісламі відсутні заборони на заняття домашнім господарством та приготування їжі, проте жінки усунуті від деяких релігійних ритуалів.

## Загальний опис
Дівчатка у віці від 9 років мають менструацію один раз на місяць, через Божественну мудрість і для благополуччя жіночого організму щодо вагітності та пологів.

## Заборони
Жінці під час її менструації не дозволяється виконувати певні ритуальні дії, такі як Савм, Намаз, Таваф навколо Кааби. Ці дії не будуть прийнятними до виконання Гуслуль-Хайду, який є обов'язком жінки після закінчення періоду Хайд, щоб відновити виконання своїх релігійних обов'язків, що вимагає стану Тахара. 
Дотримуючись нормальних норм гігієни, жінка повною мірою може займатися домашніми та іншими справами. Кровотеча впливає на наявність ритуальної чистоти, необхідної для здійснення, наприклад, чергової обов'язкової молитви. Тому, а також задля полегшення, під час менструації жінки звільнені від виконання молитов-намазів та дотримання посту. 

## Хайд і приготування їжі
Жодних канонічних аргументів на користь заборони приготування їжі немає. Навпаки, є хадиси, які явно показують, що жінка під час менструації ніяк не стає «брудною» і «нечистою». Наприклад, у зводі хадісів імама аль-Бухарі наводяться слова Аїші, дружини пророка Мухаммада: «Я зачісувала посланця Божого в період місячних». Там же наводяться слова сподвижника Пророка, Урви ібн Зубейра, у якого запитали: Чи може жінка займатися домашнім господарством, доглядати (готувати, прати, прибирати) за чоловіком у період місячних? Чи можна торкатися жінки, коли в неї місячні?». Він відповів: «Все це природно! Нічого поганого в цьому немає (тобто такою є природа жіночого організму, а вигадувати обмеження для жінок через цей фізіологічний процес — абсолютне невігластво). Дружина пророка Мухаммада Аїша казала мені, що (як і зазвичай) зачісувала Пророка, коли в неї були місячні”.

## Вплив християнства
Припущення причин виникнення нововведення, що жінці не можна готувати під час менструації, є: 
- По-перше, можливо це наслідок неосвіченого прояву побожності та зайвої обережності у дотриманні ритуальної чистоти.
- По-друге, це може бути результатом впливу біблійної старозавітної традиції. Адже мусульмани жили пліч-о-пліч з християнами та іудеями протягом багатьох століть. У Біблії сказано: «Якщо жінка має сплив крові, що тече з її тіла, то вона повинна сидіти сім днів під час очищення свого. І кожен, хто доторкнеться до неї, буде нечистий аж до вечора; І все, на чому вона ляже в продовження очищення свого, нечисте; і все, на чому сяде, нечисте...» (Лев. 15:19–20. Див. також Лев. 15:25–28).

Дане біблійне напуття не утвердилося в спадщині останнього Божого посланця і не здобуло продовження в мусульманській культурі чи богослов'ї. До речі, в арабів також місцями зустрічається такий звичай, який нічим не обґрунтований і ускладнює життя. На що, наприклад, арабський богослов Рамадан аль-Бут відповідає: «Ця домисел-помилка (що жінка нібито нечиста під час місячних) ніяк не пов'язана з релігійними канонами».